# Танковый корпус «Великая Германия»
Танковый корпус «Великая Германия» (нем. Panzerkorps Großdeutschland) — оперативно‑тактическое объединение сухопутных войск нацистской Германии периода Второй мировой войны. Создан в последние месяцы Второй мировой войны.

## Создание корпуса
Создан по приказу Верховного командования сухопутных сил (OKH) 28 сентября 1944 года на основе 18-й артиллерийской дивизии (штаб, батальон связи, тыловые части), отдельных подразделений дивизии «Великая Германия» и части остатков 13-го армейского корпуса. Формирование завершилось в январе 1945 года.

## Боевое применение корпуса
С февраля 1945 года — в составе 4-й танковой армии на оборонительных позициях на Одере и Нейсе.

## Боевой состав корпуса

### 28 сентября 1944
- Моторизованная дивизия «Великая Германия»
- Моторизованная дивизия «Бранденбург»
- 500-е артиллерийское командование
- Штаб/500-й пионерский батальон
- Фузилёрный полк «Великая Германия»
- Тяжёлый танковый батальон «Великая Германия»
- 1/,2/500-й (мот.) артиллерийский полк
- 500-й пионерский батальон
- 500-й батальон связи корпуса
- Полевой запасной полк (сформирован из полевых запасных батальонов дивизий «Великая Германия» и «Бранденбург»)
- 500-й административный полк:
  - батальон колонны снабжения
  - батальон снабжения
  - батальон агитации
  - батальон автомобильного парка
  - медицинский батальон.[1]

### 1 марта 1945
На 1 марта 1945:
- 1-я парашютно-танковая дивизия «Герман Геринг» (Fallschirm-Panzer-Division 1 Hermann Göring)
- 21-я танковая дивизия (21. Panzer-Division)
- 20-я моторизованная дивизия (20. Panzergrenadier-Division)
- Моторизованная дивизия «Бранденбург» (Panzergrenadier-Division «Brandenburg»)
- Стрелковый полк «Великая Германия» (Korps-Füsilier-Regiment Großdeutschland)
- Тяжёлый танковый батальон «Великая Германия» (schwere Panzer-Abteilung Großdeutschland)
- 500-е артиллерийское командование (Artilleriekommandeur 500)
- 500-й артиллерийский полк (Artillerie-Regiment 500)
- 500-й инженерный полк (Pionier-Regiment 500 (Stab))
- 500-й танковый инженерный батальон (Panzer-Pionier-Bataillon 500)
- 500-й батальон связи (Panzer-Korps-Nachrichten-Abteilung 500)
- Танковый полк полевого пополнения «Великая Германия» (Panzer-Feldersatz-Regiment Großdeutschland)
- 500-й полк снабжения (Versorgungs-Regiment 500)

## Командующие корпусом
- с 10 ноября 1944 — генерал танковых войск Дитрих фон Заукен
- с 12 февраля 1945 — генерал танковых войск Георг Яуэр